# Zunnebelt
De Zunnebelt is een heuvel in de gemeente Bronckhorst in de Nederlandse provincie Gelderland. De heuvel ligt ten oosten van Vorden nabij de kruising van de Wildenborchseweg en de Reeoordweg in het bosrijke gebied van de De Belten. Even ten noordoosten van de Zunnebelt ligt de Beltenweg.
De heuvel ligt gezien vanaf de Wildenborchseweg rechts van de Reeoordweg ongeveer 50 meter verder in het bos.
Op ongeveer twee kilometer ten noordoosten van de Zunnebelt ligt buurtschap Wildenborch en Kasteel De Wildenborch.

## Geschiedenis
Heuvels met de naam Zonneberg of Zonneheuvel zouden vroeger gebruikt zijn als zonneofferplaats, zoals ook deze heuvel bij Vorden.
Rond 1830 beschreef Anthony Christiaan Winand Staring het gebied van De Belten waarin er verschillende heuveltjes te vinden waren, waaronder ook de Schelleguurkensbelt (Guurken = klein ondeugend mannetje). Een volksverhaal vertelt over een arbeider die hier een schat in een verlichte ruimte heeft gezien.

## Heuvel
De heuvel heeft aan de voet een afmeting van ongeveer 80 bij 60 meter en de top is duidelijk kunstmatig afgevlakt tot een plateau. Dit plateau heeft een afmeting van ongeveer 30 bij 30 meter. Op de top werd een hoefijzervormige omwalling ontdekt bij onderzoek in de jaren 1900-1909.
De heuvel heeft een hoogte van 35 meter boven NAP.